# Zypressen-Flachbärlapp
Der Zypressen-Flachbärlapp (Diphasiastrum tristachyum) ist eine Pflanzenart aus der Gattung der Flachbärlappe (Diphasiastrum) innerhalb der Familie der Bärlappgewächse (Lycopodiaceae).

## Beschreibung

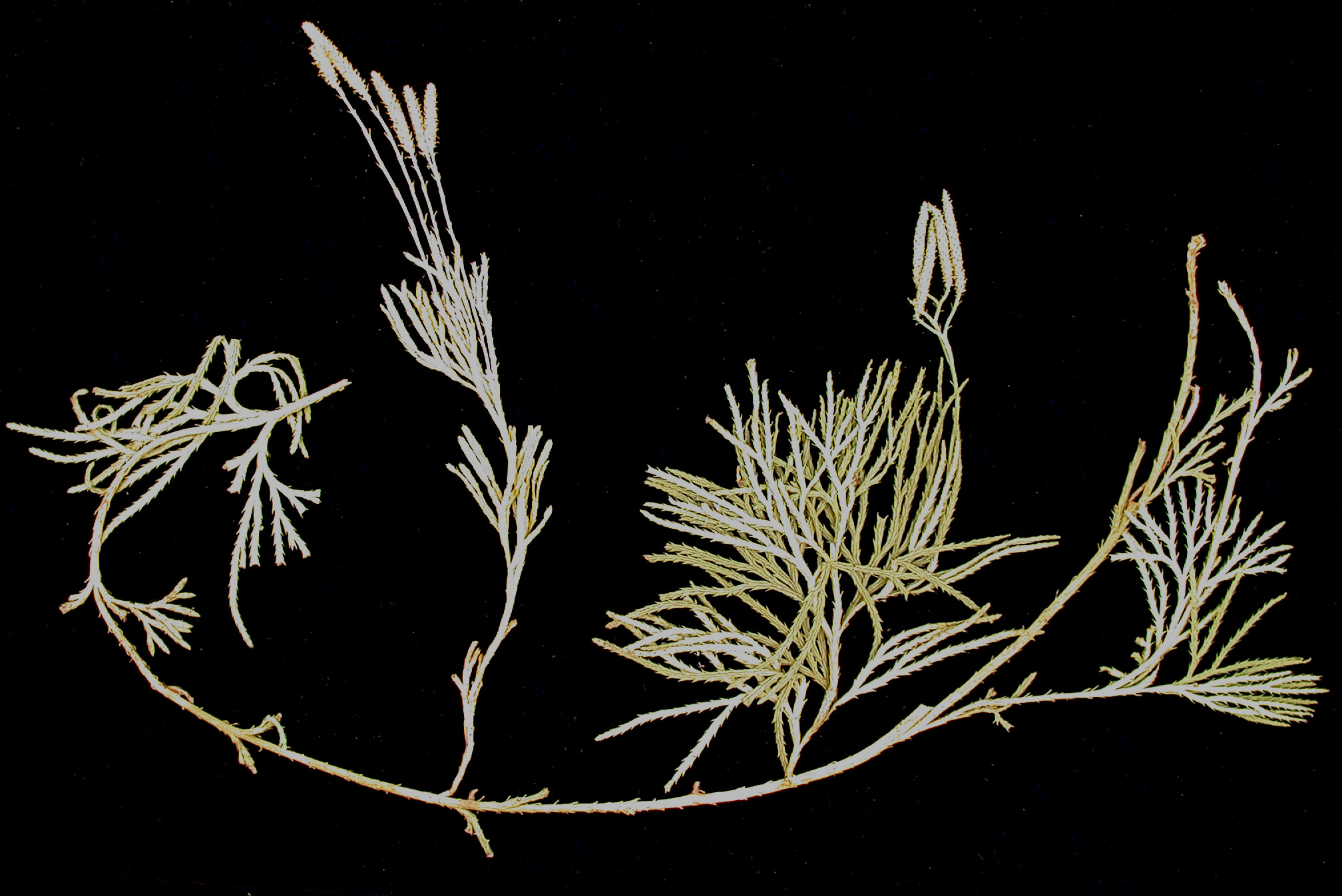
Habitus

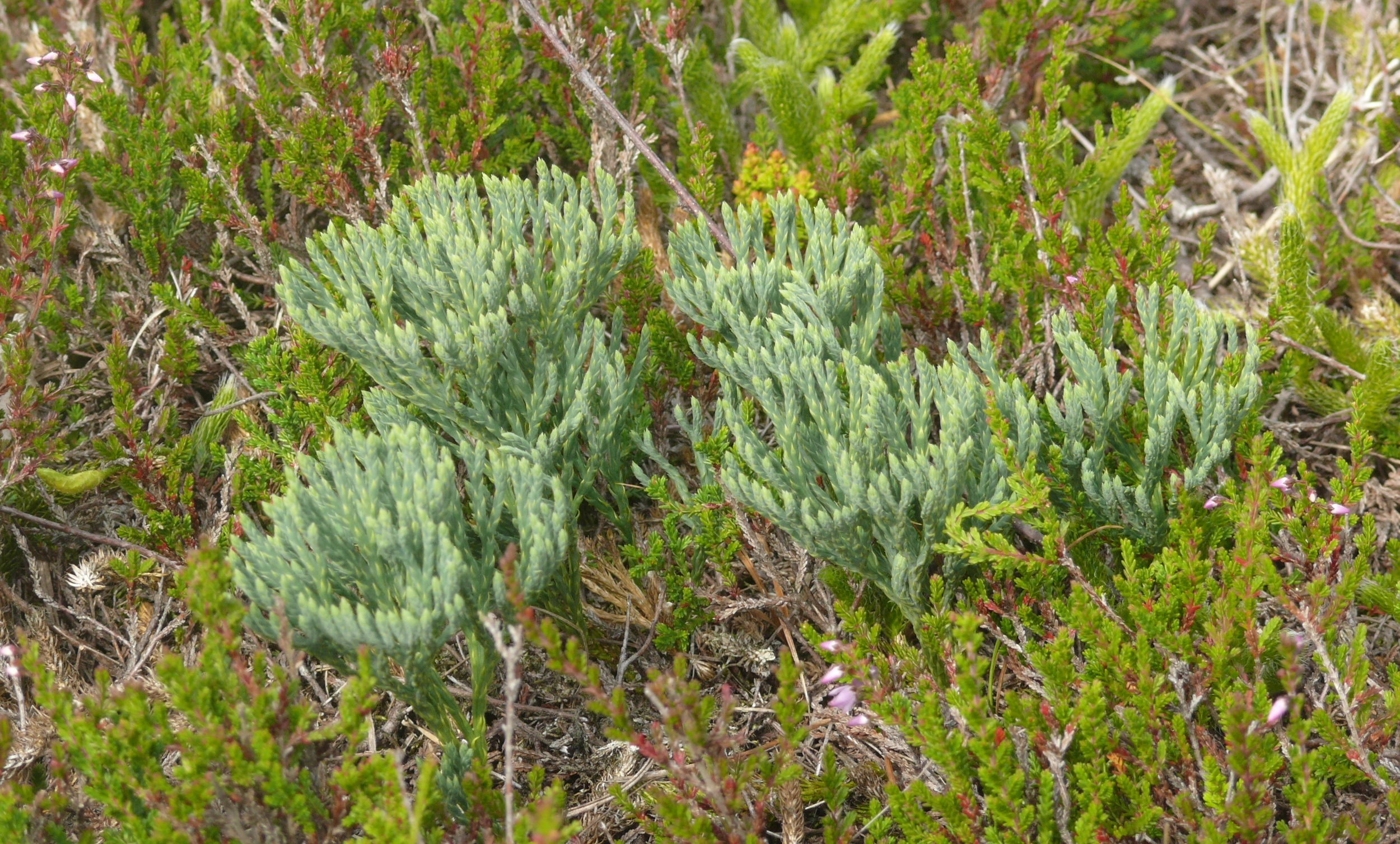
Habitus im Habitat

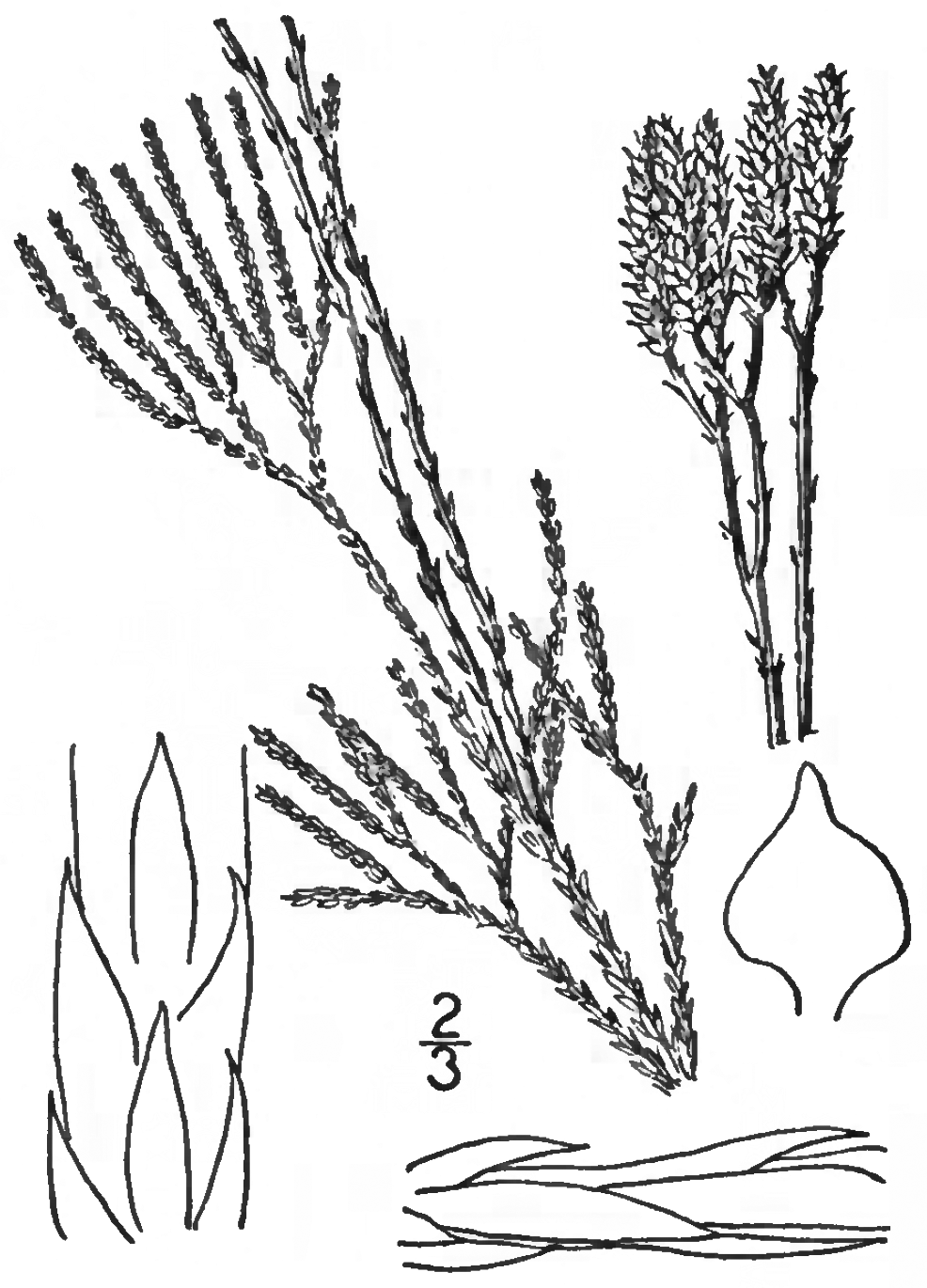
Illustration

Der Zypressen-Flachbärlapp wächst als ausdauernde krautige Pflanze und erreicht Wuchshöhen von 5 bis 20 Zentimetern. Die weit kriechenden, unterirdische, chlorophyllfreie Hauptsprossachse ist 3 bis 15 Zentimeter tief. Die oft in dichten Büscheln angeordneten, oberirdischen Sprossachsen sind bei einer Breite von 1 bis 1,8 Millimetern rundlich bis vierkantig und nur wenig abgeflacht. Ihre scheinzypressenähnlichwirkenden Blätter sind dunkel-grün und auf der Unterseite bereift. Bauch- und Flankenblätter gleichgestaltet.
Die zwei bis sechs, meist drei Sporophyllstände sind 2 bis 12 Zentimeter lang gestielt. Die Sporophylle sind in eine lange Spitze ausgezogen.
Die Chromosomenzahl beträgt 2n = 46.

## Ökologie
Beim Zypressen-Flachbärlapp handelt es sich um einen Chamaephyten.

## Vorkommen
Der Zypressen-Flachbärlapp kommt in Europa, im asiatischen Teil der Türkei, Georgien und in Nordamerika vor. In Europa fehlt er auf dem Balkan, auf den Britischen Inseln und auf der Iberischen Halbinsel.
Der Zypressen-Flachbärlapp gedeiht in trockenen, lichten Nadelwäldern und auf Heiden; er mag frische oder wechselfeuchte, basenarme, saure, torfig-humose, sandige Böden, vor allem über Buntsandstein oder Granit. Nach Ellenberg ist er eine Lichtpflanze, ein Frischezeiger und Starksäurezeiger, der auf stickstoffärmsten Standorten wächst. Er ist eine Charakterart des Verbands der Ginster-Heidestrauch-Heiden (Genisto-Callunion).

### Gefährdung und Schutz
Der seltene Zypressen-Flachbärlapp gilt in der Roten Liste der gefährdeten Pflanzenarten in Deutschland nach Metzing et al. 2018 unverändert zur Roten Liste von 1998 in Kategorie 2: „stark gefährdet“. Der Zypressen-Flachbärlapp ist in Deutschland seit 1980 durch die Bundesartenschutzverordnung (BArtSchV) „besonders geschützt“ und außerdem durch die FFH-Richtlinie Anhang V der Europäischen Union geschützt.
In der Schweiz ist der Zypressen-Flachbärlapp seit 1985 nicht mehr gemeldet worden und gilt als regional ausgestorben (RE).
In Österreich gilt der Zypressen-Flachbärlapp als CR = „Critically Endangered“ = „vom Aussterben bedroht“.

## Taxonomie
Die Erstveröffentlichung erfolgte 1814 unter dem Namen (Basionym) Lycopodium tristachyum durch Frederick Traugott Pursh in Flora Americae Septentrionalis, ..., 2, S. 653. Die Neukombination zu Diphasiastrum tristachyum (Pursh) Holub wurde 1975 durch Josef Holub in Preslia, Band 47, S. 108 veröffentlicht. Weitere Synonyme für Diphasiastrum tristachyum (Pursh) Holub sind: Diphasium tristachyum (Pursh) Rothm., Lycopodium chamaecyparissus A.Braun ex Mutel, Lycopodium complanatum subsp. chamaecyparissus (A.Braun ex Mutel) Milde, Diphasiastrum complanatum subsp. chamaecyparissus (A.Braun ex Mutel) Kukkonen, Diphasium chamaecyparissus (A.Braun ex Mutel) Á.Löve & D.Löve, Diphasium complanatum subsp. chamaecyparissus (A.Braun ex Mutel) Dostál nom. inval., Lycopodium clavatum var. tristachyum (Pursh) Hook., Lycopodium complanatum subsp. tristachyum (Pursh) Dostál, Lycopodium complanatum var. chamaecyparissus (A.Braun ex Mutel) D.C.Eaton, Lycopodium complanatum var. chamaecyparissus (A.Braun ex Mutel) Rosenv., Lycopodium complanatum var. chamaecyparissus (A.Braun ex Mutel) Döll, Lycopodium complanatum var. patentifolium Spring, Lycopodium complanatum var. tristachyum (Pursh) Clute, Lycopodium tristachyum Pursh.